# Si Mustapha
Si Mustapha è un comune dell'Algeria, situato nella provincia di Boumerdès.